# ازات بايرويف
ازات بايرويف (الروسية: Байрыев, Азат Ходжагельдыевич) (17 فبراير 1989 ببلخان آباد في تركمانستان - ) هو لاعب كرة قدم روسي في مركز الدفاع. شارك مع منتخب روسيا تحت 21 سنة لكرة القدم ومنتخب روسيا لكرة القدم. أما مع النوادي، فقد لعب مع سبارتاك فلاديكافكاز ونادي كوبان كراسنودار ودينامو بريانسك وسليوت بيلغورود ‏ وFC Volgar Astrakhan ‏ وFC Zenit Penza ‏ ونادي سكا خاباروفسك.

## وصلات خارجية
- ازات بايرويف على موقع قاعدة بيانات كرة القدم.إي يو (الإنجليزية)
- ازات بايرويف على موقع Soccerway.com (الإنجليزية)
- ازات بايرويف على موقع عالم كرة القدم.نت (الإنجليزية)